# Ewangelia Filipa
Ewangelia Filipa (tytuł oryg.: Peuaggelion pkata Philippos) – tekst gnostycki zaliczający się do apokryfów, znaleziony w Egipcie wśród wczesnochrześcijańskich tekstów odkrytych w Nag Hammadi w 1945 r. Rękopis jest datowany na około 350 n.e., ale oryginalny tekst jest o wiele starszy, możliwie z drugiego stulecia naszej ery.  
Nie jest to narracja o życiu Jezusa, tak jak Ewangelie kanoniczne, ani też zbiór wypowiedzi Jezusa, jak Ewangelia Tomasza. Ewangelia Filipa składa się ze zdań o treści duchowej, wypowiedzi, przypowieści Jezusa i polemik duchowych. Są one zbiorem nauk wczesnochrześcijańskich, czymś w rodzaju katechizmu, przeznaczonego dla neofitów, przygotowujących się na przyjęcie do Kościoła. Tekst jest jednym z najstarszych z opisami "sakramentów", które były praktykowane we wspólnocie chrześcijańskiej w drugim stuleciu naszej ery. W swojej treści wyraźnie nawiązuje do Ewangelii Tomasza. Do naszych czasów Ewangelia Filipa zachowała się w języku koptyjskim (Nag Hammadi Codex II), jako tłumaczenie wcześniejszego tekstu greckiego. Teologia Ewangelii Filipa jest podobna do szkoły Walentyna Egipcjanina, gnostyka ur. około 100 n.e.

## Źródło Ewangelii
Według Wesleya Isenberga i Hansa-Martina Schenke tekst najprawdopodobniej powstał we wspólnocie w Syrii, w drugim stuleciu naszej ery. Zawiera on wiele wątków teologicznych, które przewijają się w nauce Walentyna Egipcjana, (100-160 n.e., biskup i teolog). Według Epifanesa był on kandydatem na biskupa Rzymu, później założył własną szkołę w Aleksandrii. Autorem Ewangelii albo jej redaktorem mógł być uczeń Walentyna. Możliwe, iż tekst miał kilku autorów i był kilkakrotnie redagowany. Hugo Ludhaug zaprzecza teorii „walentyńskiej” i uważa, iż tekst powstał później, w czwartym wieku w Egipcie, i przedstawia ortodoksyjne poglądy Cyryla z Aleksandrii. Z kolei Elaine Pagels sugeruje, żeby uznać Ewangelię Filipa za niezależny dokument, niemający nic wspólnego z żadnym z wymienionych środowisk. Chociaż są w nim „gnostyckie” wpływy, jego teologia niewiele różni się od nauczania Klemensa Aleksandryjskiego i Orygenesa.